# 瘦脸整形
瘦脸整形也叫瘦脸术或瘦脸整形术，是外科手术将面部变小变窄，使脸型更加秀气，面部轮廓更加顺畅自然的一种整形方法。

## 适应证
面部明显臃肿肥胖，骨性肥大或长宽比例失调。必要时可进行面部和CT影像学测量，以确定是否需要手术。
如果明显胖肥则可以吸脂减肥瘦脸。如果看上去瘦骨嶙峋，女性有明显的男性化面型特点，轮廓棱角分明，则单纯骨骼手术就可达到瘦脸目的。

## 禁忌症
身体情况不适宜手术者不能手术，局部有肿瘤或其它急慢性炎性疾病者不能手术，如骨肿瘤，血管瘤和急慢性上颌窦炎等。手术前最好对局部进行仔细检查，必要是需要进行CT影像学检查，尤其面部不对称者更应注意。
瘦脸整形的手术方式
面中部可以进行的瘦脸术有颧骨颧弓整形术。这一手术通过去除骨组织和改变颧弓弧度来瘦脸，使面中部宽大的菱形脸得到明显改善，面部轮廓线柔和。面下部瘦脸最常用的方法有下颌角缩小整形术，咬肌切除术，吸脂术。以求改变方形脸为瓜子脸或鸭蛋脸。